# ポリスアカデミーシリーズ
ポリスアカデミーシリーズ（Police Academy）は、アメリカ合衆国で制作されたコメディ映画のシリーズ。1984年から1994年まで、全7作品が公開されている。
その後も新作やリブートの企画がたびたび報じられるが、2024年現在、公開に至った作品はない。

## 主な登場人物

### 『1』での卒業生
ケーリー・マホーニー（Carey Mahoney）
演：スティーヴ・グッテンバーグ
日本語吹替：神谷明（1作目）・大塚芳忠（2作目以降）
主人公で1作目から4作目までに登場。いいかげんでいたずら好きな性格だが仲間思い。以前はゴロツキで、仕事で何かとトラブルを起こして警察沙汰になっており、駐車場の係員の仕事中にお得意先の横暴な態度から喧嘩になり、刑務所に入れられてもおかしくないほどの罪を背負ってしまう。しかし、元警官である父親と同僚だった警察署長によって、刑務所に入れない代わりに警察学校への入学を条件に救われる。学校では問題児だが次第に度胸と正義感を学んで成長して行き、いざという時には頼れる警官となる。3作目では Sergeant（巡査部長）に昇進している。
いたずら好きな性格から、屈強な男たちが集う繁華街のゲイバー「ブルーオイスター」へ毎回のようにメンバーを送り込んでいる。入店した者は男たちに囲まれ、『オリーブの首飾り』にあわせて無理やりチークダンスを踊らされるというのがお約束である。
モーゼス・ハイタワー（Moses Hightower）
演：ババ・スミス
日本語吹替：銀河万丈（1・2作目）・笹岡繁蔵（3・4作目、5・6作目テレビ版）、郷里大輔（5・6作目ソフト版）
元花屋で、単調な商売にうんざりしてポリスアカデミーに入る。2mを超える長身と怪力が特徴。見た目と対照的にのんびりとした性格で、また寡黙なためぶっきらぼうに喋る。普段は優しいが、人種差別や居丈高な人物に対しては怒りをあらわにする。5作目のラストで副部長に昇進している。
ユージン・タックルベリー（Eugene Tackleberry）
演：デヴィッド・グラフ
日本語吹替：玄田哲章（1・2作目）・石塚運昇（3・4作目、5・6・7作目テレビ版）、富山敬（5・6・7作目ソフト版）
元警備員。軍隊や兵器が大好きな重度のミリタリーオタク。通称「タック」。3作目では Sergeant（巡査部長）に昇進している。警察から貸与された銃（S&W M10 HBモデル）では物足りず、射撃訓練時に勝手にS&W M29を使って標的を大破させたり、4作目にはM60機関銃を使用した。5作目ではハエを撃ち落すなど、射撃の腕は上等。性格は純情。2作目で女性警察官のキャサリン・カークランドと結婚。6作目からは趣味の合う息子も登場する。
ラーヴェル・ジョーンズ（Larvell Jones）
演：マイケル・ウィンスロー
日本語吹替：堀内賢雄（1作目）・戸谷公次（2作目）・喜多川拓郎（3・4作目、5作目テレビ版）・二又一成（6作目テレビ版）・荒川太郎（7作目テレビ版）、千葉繁（5・6・7作目ソフト版）
警官になる前は医学博士（MD）を自称していた。声帯模写が得意で、音楽や猛獣の鳴き声、サイレン・発砲・機械などの音、無線通信など何でもござれ。格闘技にも優れる。いたずら好きでお調子者な性格で、声帯模写を使ってハリスやマウザーなどをからかったり犯人を威嚇したりする。
フックス（Laverne Hooks）
演：マリオン・ラムジー
日本語吹替：小宮和枝（1作目）、神代知衣（2作目以降）
小柄な女性。内気な性格で声も小さくなりがち。最初は訓練で苦労していたが次第に自分に自信を持っていき、1作目の終盤では凄まじい気迫で相手を圧倒した。2作目からはおっとりとした性格となりキンキン声を出し、ハリス教官も迷惑がっている。普段は温厚で弱気、小声だが、キレると凄まじい剣幕と大声で怒鳴り散らす。3作目では Sergeant（巡査部長）に昇進している。運動は苦手だが、コンピューターと車の運転に強い。シリーズ各作品の終盤で、至近距離から犯人に拳銃を突きつけ観念させる「Don't move! dirtbag!!」が決めゼリフ。
ダグラス・ファックラー (Douglas Fackler)
演：ブルース・マーラー
日本語吹替：鈴置洋孝（1作目）・池水通洋（2作目）・谷口節（3作目）、島田敏（6作目ソフト版）、星野充昭（6作目テレビ版）
所帯持ちで警察学校に入った、丸縁の眼鏡が特徴的な天然のドジ魔。1作目で自覚せずに暴動の原因を作った張本人だが、その後に要領良く平服を着込んで暴徒たちをやり過ごしている。3作目では妻もポリスアカデミーに入学する。ドジな行動は自身だけでなく、敵味方関係なく被害を被ったり騒動に発展している。

### 『2』以降の同僚や卒業生
キャサリン・カークランド（Kathleen Kirkland）
演：コリーン・キャンプ
日本語吹替：横尾まり
女性警察官。2作目と4作目に登場。「急所に弾丸をぶち込んだ時の快感は忘れられない」と、タックルベリーに匹敵する銃器マニア。白バイ隊としてタックと組んだことがきっかけで結婚。キャサリンを含むカークランド家は陽気で過激な変人ぞろい。3作目では弟バートがアカデミーに入学、4作目では父が市民パトロールに参加する。
ゼッド（Zed）
演：ボブキャット・ゴールドスウェイト
日本語吹替：緒方賢一
2作目ではギャング団のボスとして君臨。菜食主義者で歌が好き。3作目では改心してポリスアカデミーに入学。大声で相手を威嚇したりドアを吹き飛ばしたりスウィートチャックの眼鏡のレンズを割ったりする能力を持つ。4作目では巡査として登場、ある教会で修道士のローラと知り合い、ポリスアカデミーへ勧誘する。
スウィートチャック（Sweetchuck）
演：ティム・カズリンスキー
日本語吹替：西川幾雄
ゼッド率いるギャング団に何度も襲われる眼鏡をかけた小柄で気の弱い家具店主で、店に幾重もの警備装置を備えている。3作目でポリスアカデミーに入学。同期で同室であるゼッドの横暴さに悩まされるが、怒ると思わぬ反撃に出る。4作目ではゼッドと「良いコンビ（？）」ぶりをうかがわせる様になる。
ノガタ
演：ブライアン・トチ
日本語吹替：関俊彦
3作目・4作目に登場する、日本のタチカワ・ハイウェイパトロールから来た交換留学生。柔弱そうな風貌だがカンフーの達人。キャラハンに想いを告げ、受け入れられる。寝巻き代わりに岐阜県養老郡の上石津村消防団（現：岐阜県大垣市・上石津消防団）の半纏を着用。
ニック・ラサード（Nick Lassard）
演：マット・マッコイ
日本語吹替：島田敏（5・6作目テレビ版）、江原正士（5・6作目ソフト版）
5作目からマホニーと入れ替わり、主人公として登場。ラサード校長の甥。二枚目半の役を演じる。
トマス・"ハウス"・コンクリン（Thomas 'House' Conklin）
演：タブ・サッカー
日本語吹替：石塚運昇
4作目では市民パトロールの一員として登場し、5作目では巡査として登場する。
ハイタワーの甥っ子。長身かつ巨体で、飛行機内で左右に動くと機体が傾くほどに重たいらしい。
腕力はハイタワー譲りであり、5作目では校長を拉致した犯人を締め上げるためにバルコニーで犯人の一人を腕一本で宙ぶらりんにしていた。

### 上司・教官など
エリック・ラサード（Eric Lassard）
演：ジョージ・ゲインズ
日本語吹替：川久保潔（1作目）・大木民夫（2・3・4作目、5・6・7作目テレビ版）、納谷悟朗（5・6作目ソフト版）・大宮悌二（7作目ソフト版）
ポリスアカデミーの校長。穏和な人柄で、多くの人に慕われている。高齢でのんびり屋だが、格闘に関してはシリーズ中最高の実力を持ち、ビリヤードの腕前もプロ級。「友人から預かった」というペットの金魚を大切にしており、旅行の際にも持ち歩いている。アカデミー内ではゴルフカートを乗り回し、後のシリーズでは外部でも使用している。弟のピートは16分署署長。日本語版ではラサールという名称を使われる。
デビー・キャラハン（Debbie Callahan）
演：レスリー・イースターブルック
日本語吹替：弥永和子（1作目）、横尾まり（3・4作目、5・7作目テレビ版）、吉田理保子（6・7作目ソフト版）
2作目を除いて全てに登場。美人で巨乳の巡査部長で、ハリスを補佐する鬼助教のひとり。逮捕術などの格闘技に秀でており、歌も得意。職務中はクールだが、1では女子寮にたびたび潜入していた女ったらしの生徒を罰として押し倒して夢中にさせたり、3では告白してきた日本人留学生をベットに引きずり込んだりと恋愛には積極的。シリーズ後期にはポリアカ軍団（卒業生メンバー）をまとめるリーダー的存在となる。
サデウス・ハリス（Thaddeus Harris）
演：G・W・ベイリー
日本語吹替：内海賢二（1作目）・加藤精三（4作目、5・6・7作目テレビ版）、青野武（5・6・7作目ソフト版）
警部。2作目・3作目を除くシリーズ全てに登場する鬼警官。高圧的な性格で1作目では教官として、4作目以降では署長や校長代理として出演。警察学校内では生徒たちを扱きあげていたが、後の作品では警察署内でもその性格は変わらず、他の警官からも嫌われている。アカデミー校長の座を狙うが失敗ばかり。警官としては厳格で規律を重視し無能ではないが、プロクターをはじめ、部下やアカデミー卒業生、ラサード校長にも足を引っ張られズッコケる役回り。指揮棒の持ち手に付けられた銀色の金属球が大好きで、しきりに磨いている。
マウザー（Mauser）
演：アート・メトラーノ
日本語吹替：内海賢二
2作目と3作目でのお笑い担当。ハリスが不在のときに登場。厭味ったらしい性格で2作目ではマホニーたちが配属された分署の警部として、新人をイビリまくる。3作目では、マホニー達の母校とは異なるアカデミーの校長に昇進している。
プロクター（Proctor）
演：ランス・キンジー
日本語吹替：富山敬（2・3・4作目、5・6作目テレビ版）、大塚芳忠（5・6作目ソフト版）
警部補で、ハリスやマウザーの腰巾着。マホニー達のいたずらの標的にされる、間抜けなお笑い担当。楽天的な性格で打たれ強い。両刀使い。
ヘンリー・J・ハースト（Henry J. Hurst）
演：ジョージ・R・ロバートソン
日本語吹替：石井敏郎（2作目）・北村弘一（3・4作目、6作目テレビ版）、秋元羊介（6作目ソフト版）
1～6作目に登場。本部長でラサード校長の友人。善人だが皮肉屋。毎回のように要人を連れて視察に訪れるが、その都度アカデミー生のドジや、ハリスやマウザーのゴマスリに悩まされる。
カイル・ブランクス（Kyle Blankes）、チャド・コープランド（Chad Copeland）
演：ブラント・フォン・ホフマン（ブランクス）、スコット・トムソン（コープランド）
日本語吹替：ブランクス - 谷口節（1作目）、秋元羊介（3作目） コープランド - 田中亮一（1作目）、小室正幸（3・4作目）
1・3・4作目に登場。マホニーらの同期生で、同じ班で訓練を受ける。ハリス教官から班のリーダーとして不適格者を脱落させるよう指示され、マホニーら同期生たちに対して執拗ないやがらせを行う。初めての休暇日にパーティの場所を聞き出そうとしたがマホニーから嘘の情報を教えられ、町のゲイバーに踏み込んでしまう。後半ではハリスや訓練生たちが唖然とするような差別発言を放ったことから、乗っていた教習車ごとハイタワーにひっくり返される。町で暴動が起きた際には拳銃を見せつけて暴徒を威嚇するが、拳銃をあっさり奪われたうえに、逃げようとして再びゲイバーに入ってしまう。3作目では敵であるマウザー校長のスパイとして送り込まれる。4作目ではコープランドのみチョイ役で登場。

## シリーズ作品

### ポリスアカデミー
1984年公開。シリーズ第1作。
ストーリー
新任の市長によって、市警察の警察官採用基準が一新された。身体能力や経歴もさまざまな人々が、警察官を目指して警察学校（ポリスアカデミー）へ入学する。校長のみはこれを歓迎したが、賛同できないハリス教官らは不適格と判断した学校生を脱落させるべく、彼らに厳しい訓練を課す。そんな折、町で暴動が発生。学校生たちもその鎮圧に駆り出されるが、校長の指示ミスによって暴動の中心地に配置されてしまう。
キャスト
| 役名                     | 俳優                         | 日本語吹替                                     |
| ------------------------ | ---------------------------- | ---------------------------------------------- |
| ケーリー・マホニー       | スティーヴ・グッテンバーグ   | 神谷明                                         |
| カレン・トンプソン       | キム・キャトラル             | 幸田直子                                       |
| モーゼス・ハイタワー     | ババ・スミス                 | 銀河万丈                                       |
| ユージン・タックルベリー | デヴィッド・グラフ           | 玄田哲章                                       |
| ダグラス・ファックラー   | ブルース・マーラー           | 鈴置洋孝                                       |
| ラヴァーン・フックス     | マリオン・ラムジー           | 小宮和枝                                       |
| デビー・キャラハン       | レスリー・イースターブルック | 弥永和子                                       |
| エリック・ラサード校長   | ジョージ・ゲインズ           | 川久保潔                                       |
| サデウス・ハリス警部     | G・W・ベイリー               | 内海賢二                                       |
| ラーヴェル・ジョーンズ   | マイケル・ウィンスロー       | 堀内賢雄                                       |
| ジョージ・マルティン     | アンドリュー・ルービン       | 納谷六朗                                       |
| レスリー・バーバラ       | ドノヴァン・スコット         | 西尾徳                                         |
| カイル・ブランクス       | ブラント・フォン・ホフマン   | 谷口節                                         |
| チャド・コープランド     | スコット・トムソン           | 田中亮一                                       |
| ハースト長官             | ジョージ・R・ロバートソン    | 寺島幹夫                                       |
| ファックラー夫人         | デブラリー・スコット         | 一城みゆ希                                     |
| その他                   |                              | 加藤正之 飯塚昭三 西村知道 竹口安芸子 小室正幸 |

- 日本語吹替 - 初放送1987年10月13日 TBS 『ザ・ロードショー』 ※BD&DVD収録（約95分）
- なお、TV放送版ではマホニー、タックルベリー、マルティン、バーバラの台詞が一部カットされている場面が存在し、BD&DVD版の該当部分に関しては英語音声・日本語字幕にて再生が行われる。

### ポリスアカデミー2 全員出動!
1985年7月6日公開。シリーズ第2作。
ストーリー
ラサード校長の弟であるピートが署長を務める16分署の管轄地域では、ここ最近ゼッド率いるゴロツキ集団が街で犯罪を繰り返し住民の不満が高まっていた。この状況を打破するためピートはラサードに依頼して、ポリスアカデミー（ポリアカ）の卒業生・マホニーたち新米警官6人を補充してもらい取締りに当たらせる。しかし後日開かれた住民と警察のお祭りイベントでゼッドたちがトラブルを起こし、ピートが責任を取って辞職しマウザーが署長となる。マホニーはピートと話し合い、独自におとり捜査をして彼らのアジトに侵入するが捕まってしまい、仲間の警官たちが救出に向かう。
キャスト
| 役名                      | 俳優                             | 日本語吹替 |
| ------------------------- | -------------------------------- | --- |
| ケーリー・マホニー        | スティーヴ・グッテンバーグ       | 大塚芳忠 |
| モーゼス・ハイタワー      | ババ・スミス                     | 銀河万丈 |
| ユージン・タックルベリー  | デヴィッド・グラフ               | 玄田哲章 |
| ラーヴェル・ジョーンズ    | マイケル・ウィンスロー           | 戸谷公次 |
| マウザー班長              | アート・メトラーノ               | 内海賢二 |
| ラヴァーン・フックス      | マリオン・ラムジー               | 神代知衣 |
| キャサリン・カークランド  | コリーン・キャンプ               | 横尾まり |
| プロクター警部補          | ランス・キンジー                 | 富山敬 |
| ピート・ラサード署長      | ハワード・ヘスマン               | 阪脩 |
| エリック・ラサード校長    | ジョージ・ゲインズ               | 大木民夫 |
| ゼッド                    | ボブキャット・ゴールドスウェイト | 緒方賢一 |
| スウィートチャック        | ティム・カズリンスキー           | 西川幾雄 |
| ダグラス・ファックラー    | ブルース・マーラー               | 池水通洋 |
| ビニー                    | ピーター・ヴァン・ノーデン       | 安西正弘 |
| ヘンリー・J・ハースト長官 | ジョージ・R・ロバートソン        | 石井敏郎 |
| その他                    |                                  | 村松康雄 荘司美代子 堀川りょう 加藤正之 秋元千賀子 石塚運昇 小室正幸 鈴木勝美 立木文彦 菅原淳一 鷹森淑乃 星野充昭 |

- 日本語吹替 - 初放送1988年1月9日 フジテレビ 『ゴールデン洋画劇場』 ※BD&DVD収録

### ポリスアカデミー3 全員再訓練!
1986年7月19日公開。シリーズ第3作。
ストーリー
この州には、2つの警察学校がありラサードとマウザーがそれぞれ校長を務めていたが、ある日州知事から「委員会による評定で低い評価を受けた方を廃校にする」と告知される。個性的で頼りない新入生たちを迎えたラサードは、巡査部長となったマホニーたち6人のポリアカOBを指導係として新入生の訓練を任せることに。一方、マウザーはラサード側の指導係2人組と裏取引をして、新入生のミスを誘ってラサード側の評価を下げるよう指示する。規律正しいマウザー側は優位な評価を受けるがラサード側は委員会の前でミスを重ねる日々を過ごし、評定審査の最終日を迎えてしまう。
キャスト
| 役名                      | 俳優                             | 日本語吹替                                                                                           |
| ------------------------- | -------------------------------- | --- |
| ケーリー・マホニー        | スティーヴ・グッテンバーグ       | 大塚芳忠                                                                                             |
| モーゼス・ハイタワー      | ババ・スミス                     | 笹岡繁蔵                                                                                             |
| ユージン・タックルベリー  | デヴィッド・グラフ               | 石塚運昇                                                                                             |
| ラーヴェル・ジョーンズ    | マイケル・ウィンスロー           | 喜多川拓郎                                                                                           |
| ラヴァーン・フックス      | マリオン・ラムジー               | 神代知衣                                                                                             |
| デビー・キャラハン        | レスリー・イースターブルック     | 横尾まり                                                                                             |
| マウザー                  | アート・メトラーノ               | 内海賢二                                                                                             |
| スウィートチャック        | ティム・カズリンスキー           | 西川幾雄                                                                                             |
| ゼッド                    | ボブキャット・ゴールドスウェイト | 緒方賢一                                                                                             |
| プロクター警部補          | ランス・キンジー                 | 富山敬                                                                                               |
| エリック・ラサード校長    | ジョージ・ゲインズ               | 大木民夫                                                                                             |
| ヘンリー・J・ハースト長官 | ジョージ・R・ロバートソン        | 北村弘一                                                                                             |
| ブランクス                | ブラント・ヴァン・ホフマン       | 秋元羊介                                                                                             |
| コープランド              | スコット・トムソン               | 小室正幸                                                                                             |
| ファックラー夫人          | デブラリー・スコット             | 伊倉一恵                                                                                             |
| ダグラス・ファックラー    | ブルース・マーラー               | 谷口節                                                                                               |
| ナガタ                    | ブライアン・トチ                 | 関俊彦                                                                                               |
| その他                    |                                  | 嶋俊介 西村朋紘 林一夫 秋元千賀子 村松康雄 鈴木清信 岡本麻弥 立木文彦 稲葉実 竹口安芸子 恵比寿まさ子 |

- 日本語吹替 - 初放送1988年8月9日 TBS 『ザ・ロードショー夏休みスペシャル企画』 ※BD&DVD収録

### ポリスアカデミー4 市民パトロール
1987年6月13日公開。シリーズ第4作。
ストーリー
ラサード校長は、市民と警察の相互理解と街の犯罪抑止に繋げるため、警察と市民でパトロールする“C.O.P.()”計画を提案する。市民からC.O.P.メンバーの有志を募るがラサードが大事な国際会議のため数週間海外出張することになり、地元警察のハリス署長が臨時校長を任される。お馴染のポリアカたちが教官となり個性的なメンバーの訓練指導にあたるが、内心この作戦に異を唱えるハリスによって訓練を邪魔されてしまう。その後ラサードが帰国しハリスが警察署に戻るが留置所の囚人たちが警官の銃を奪って脱走したため、ポリアカとC.O.P.の面々が街を奔走する。
キャスト
| 役名                      | 俳優                             | 日本語吹替                                                                   |
| ------------------------- | -------------------------------- | ---------------------------------------------------------------------------- |
| ケーリー・マホニー        | スティーヴ・グッテンバーグ       | 大塚芳忠                                                                     |
| モーゼス・ハイタワー      | ババ・スミス                     | 笹岡繁蔵                                                                     |
| ユージン・タックルベリー  | デヴィッド・グラフ               | 石塚運昇                                                                     |
| ラーヴェル・ジョーンズ    | マイケル・ウィンスロー           | 喜多川拓郎                                                                   |
| スウィートチャック        | ティム・カズリンスキー           | 西川幾雄                                                                     |
| クレア                    | シャロン・ストーン               | 一柳みる                                                                     |
| ラヴァーン・フックス      | マリオン・ラムジー               | 神代知衣                                                                     |
| デビー・キャラハン        | レスリー・イースターブルック     | 横尾まり                                                                     |
| サデウス・ハリス警部      | G・W・ベイリー                   | 加藤精三                                                                     |
| プロクター警部補          | ランス・キンジー                 | 富山敬                                                                       |
| ゼッド                    | ボブキャット・ゴールドスウェイト | 緒方賢一                                                                     |
| エリック・ラサード校長    | ジョージ・ゲインズ               | 大木民夫                                                                     |
| ヘンリー・J・ハースト長官 | ジョージ・R・ロバートソン        | 北村弘一                                                                     |
| ハウス                    | タブ・サッカー                   | 桜井敏治                                                                     |
| ローラ                    | コリンヌ・ボーラー               | 鷹森淑乃                                                                     |
| フェルドマン              | ビリー・バード                   | 北川智繪                                                                     |
| カイル                    | デヴィッド・スペード             | 山口健                                                                       |
| コープランド              | スコット・トムソン               | 小室正幸                                                                     |
| ナガタ                    | ブライアン・トチ                 | 関俊彦                                                                       |
| その他                    |                                  | 北川知繪 村松康雄 西村朋紘 森一 伊井篤史 稲葉実 さとうあい 堀越真己 沢木郁也 |

- 日本語吹替 - 初放送1989年1月17日 TBS 『火曜ロードショー』 ※BD&DVD収録

### ポリスアカデミー5 マイアミ特別勤務
1988年7月2日公開。シリーズ第5作。
ストーリー
ラサード校長は警察官として名誉な賞の受賞が決まり、お馴染のポリアカの面々を引き連れて授賞式が行われるマイアミへ向かう。マイアミ空港に着いたラサードは、宝石を盗んでカメラに隠し持った窃盗犯3人組のカバンと自身のを取り違えたことに気づかずホテルに向かう。カバンを開けたラサードはカメラを誰かからのプレゼントと勘違いして観光めぐりをするが、取り違えに気づいた3人組が宝石入りのカメラを取り戻そうとする。3人組は何とかカメラを取り戻すが窃盗犯とバレてしまい、ラサードを銃で脅して逃走を図ったためポリアカたちが救出に向かう。
キャスト
| 役名                     | 俳優                         | 日本語吹き替え                                                                   | 日本語吹き替え                                                                                                 |
| 役名                     | 俳優                         | ソフト版                                                                         | TBS版 |
| ------------------------ | ---------------------------- | -------------------------------------------------------------------------------- | --- |
| モーゼス・ハイタワー     | ババ・スミス                 | 郷里大輔                                                                         | 笹岡繁蔵 |
| ユージン・タックルベリー | デヴィッド・グラフ           | 富山敬                                                                           | 石塚運昇 |
| ラーヴェル・ジョーンズ   | マイケル・ウィンスロー       | 千葉繁                                                                           | 喜多川拓郎 |
| デビー・キャラハン       | レスリー・イースターブルック | 吉田理保子                                                                       | 横尾まり |
| ラヴァーン・フックス     | マリオン・ラムジー           | 神代知衣                                                                         | 神代知衣 |
| ケイト                   | ジャネット・ジョーンズ       | 高島雅羅                                                                         | 井上喜久子 |
| プロクター警部補         | ランス・キンジー             | 大塚芳忠                                                                         | 富山敬 |
| ニック・ラサード         | マット・マッコイ             | 江原正士                                                                         | 島田敏 |
| サデウス・ハリス警部     | G・W・ベイリー               | 青野武                                                                           | 加藤精三 |
| エリック・ラサード校長   | ジョージ・ゲインズ           | 納谷悟朗                                                                         | 大木民夫 |
| ハースト                 | ジョージ・R・ロバートソン    | 秋元羊介                                                                         | 北村弘一 |
| トニー                   | ルネ・オーベルジョノワ       | 池田勝                                                                           | 羽佐間道夫 |
| その他                   |                              | 石塚運昇 上田敏也 弘中くみ子 塩屋浩三 亀山助清 藤本譲 西村知道 伊倉一恵 鷹森淑乃 | 桜井敏治 荒川太郎 立木文彦 達依久子 加藤正之 稲葉実 峰恵研 小室正幸 茶風林 星野充昭 種田文子 亀井芳子 鈴木一江 |

- TBS版 - 初放送1990年10月31日 『水曜ロードショー』

### 新ポリスアカデミー バトルロイヤル
1989年4月8日公開。シリーズ第6作。ビデオタイトルは、「ポリスアカデミー6 バトルロイヤル」。
ストーリー
03分署の管轄区域ではとある強盗団が街を荒らし回り、2週間前から彼らを逮捕する役目を負ったハリス警部が手玉に取られていた。業を煮やした知事からの要請を受けて03分署にやって来たラサード校長率いるポリアカは、ハリスと捜査に当たるが一向に手がかりは掴めない。その後も強盗団の事件は続き警察の一歩先を行く犯行の手口からラサードたちは、03分署内に彼らに情報を流すスパイの存在を疑う。後日強盗団による宝石強盗事件が発生し、03分署の上役に集められたポリアカたちは、「盗まれた宝石がラサードのオフィスから見つかった」と告げられる。ラサードと共に謹慎させられたポリアカたちは、校長の濡れ衣を晴らすため独自に捜査を続けて真犯人を見つけ強盗団を捕まえようとする。
キャスト
| 役名                     | 俳優                         | 日本語吹き替え                        | 日本語吹き替え                                                      |
| 役名                     | 俳優                         | ソフト版                              | TBS版                                                               |
| ------------------------ | ---------------------------- | ------------------------------------- | ------------------------------------------------------------------- |
| モーゼス・ハイタワー     | ババ・スミス                 | 郷里大輔                              | 笹岡繁蔵                                                            |
| ユージン・タックルベリー | デヴィッド・グラフ           | 富山敬                                | 石塚運昇                                                            |
| ラーヴェル・ジョーンズ   | マイケル・ウィンスロー       | 千葉繁                                | 二又一成                                                            |
| デビー・キャラハン       | レスリー・イースターブルック | 吉田理保子                            | 横尾まり                                                            |
| ラヴァーン・フックス     | マリオン・ラムジー           | 神代知衣                              | 神代知衣                                                            |
| ニック・ラサード         | マット・マッコイ             | 江原正士                              | 島田敏                                                              |
| ハースト                 | ジョージ・R・ロバートソン    | 秋元羊介                              | 北村弘一                                                            |
| プロクター警部補         | ランス・キンジー             | 大塚芳忠                              | 富山敬                                                              |
| サデウス・ハリス警部     | G・W・ベイリー               | 青野武                                | 加藤精三                                                            |
| エリック・ラサード校長   | ジョージ・ゲインズ           | 納谷悟朗                              | 大木民夫                                                            |
| ダグラス・ファックラー   | ブルース・マーラー           | 島田敏                                | 星野充昭                                                            |
| 市長                     | ケネス・マース               | 小林修                                | 富田耕生                                                            |
| その他                   |                              | 山下啓介 曽我部和恭 沢りつお 小池浩司 | 大塚明夫 郷里大輔 辻親八 鈴木れい子 峰恵研 荒川太郎 小形満 沢海陽子 |

- TBS版 - 初放送1992年7月1日 『水曜ロードショー』

### ポリスアカデミー'94／モスクワ大作戦!!
1994年7月30日公開。シリーズ第7作。ビデオタイトルは、「ポリスアカデミー777（ラッキーセブン） モスクワ大作戦!!」。
ストーリー
とあるパソコンゲームソフトが世界中で大ヒットとなるが、その製造元は犯罪を犯してアメリカからロシアに逃亡中のマフィアのドン、コナリだった。悪行を続けるコナリに手を焼いたモスクワ警察はラサード校長に協力を求め、ポリアカメンバーで特別チームを作りロシアに派遣されることに。その頃コナリはパソコンオタクの若者を軟禁状態にしてウイルス入りの新作ゲームソフトを作らせ、それを使って世界の金融市場を牛耳ることを企んでいた。侵入捜査にあたったポリアカの特別チームはコナリの企みを阻止しようとするが、メンバーの1人を人質に取られてしまい救出に向かう。
キャスト
| 役名                       | 俳優                         | 日本語吹き替え                    | 日本語吹き替え                                                   |
| 役名                       | 俳優                         | ソフト版                          | テレビ東京版                                                     |
| -------------------------- | ---------------------------- | --------------------------------- | ---------------------------------------------------------------- |
| エリック・ラサード校長     | ジョージ・ゲインズ           | 大宮悌二                          | 大木民夫                                                         |
| ラーヴェル・ジョーンズ     | マイケル・ウィンスロー       | 千葉繁                            | 荒川太郎                                                         |
| ユージン・タックルベリー   | デヴィッド・グラフ           | 富山敬                            | 石塚運昇                                                         |
| デビー・キャラハン         | レスリー・イースターブルック | 吉田理保子                        | 横尾まり                                                         |
| サデウス・ハリス警部       | G・W・ベイリー               | 青野武                            | 加藤精三                                                         |
| カイル・コナーズ           | チャーリー・シュラッター     | 堀内賢雄                          | 関俊彦                                                           |
| ラコフ警察署長             | クリストファー・リー         | 加藤精三                          | 丸山詠二                                                         |
| カトリーナ                 | クレア・フォーラニ           | 井上喜久子                        | 岡本麻弥                                                         |
| コンスタンチン・コナリ     | ロン・パールマン             | 池田勝                            | 水野龍司                                                         |
| ユーリ・タリンスキー警部補 | グレッグ・バーガー           | 塩屋浩三                          | 茶風林                                                           |
| ナレーター                 |                              |                                   | 松尾貴史                                                         |
| その他                     |                              | 石田彰 上田敏也 古田信幸 中田和宏 | 峰恵研 岡野浩介 寺内よりえ 石黒久也 乃村健次 岡本章子 川中子雅人 |

- テレビ東京版 - 初放送1998年4月16日 『木曜洋画劇場』

## その他の作品
- ポリスアカデミー (アニメ)（1988年 - 1989年）
  - 映画シリーズから派生したアニメーション作品。
- ポリスアカデミー (テレビドラマ)（英語版）（1997年）
  - テレビドラマ。新たにアカデミーへ入学した生徒たちが巻き起こす騒動を描いたスピンオフ作品。